# Patrick Kluivert
Patrick Stephan Kluivert (ur. 1 lipca 1976 w Amsterdamie) – holenderski piłkarz grający na pozycji napastnika oraz trener.

## Kariera klubowa
Wychowanek Ajaksu Amsterdam, z którym w 1995 wygrał Ligę Mistrzów (strzelił zwycięską bramkę w finale z Milanem). W 1997 roku przeniósł się do Włoch i przez rok występował w drużynie A.C. Milan.
W 1998 roku przeszedł do FC Barcelona. Tam wraz z Rivaldo tworzył duet środkowych napastników i strzelał więcej bramek niż w Ajaksie. Udane występy przerwała kontuzja kolana, która została źle zdiagnozowana przez sztab medyczny klubu, w wyniku czego zbyt ciężki program rehabilitacji (przygotowany do lekkiej kontuzji) doprowadził do tego, że zamiast miesięcznej przerwy w grze Kluivert nie wybiegał na boisko przez blisko 4 miesiące. Kontuzja pozostawiła po sobie ślad, do końca kariery Kluivert odczuwał ból w kolanie, który nasilał się wraz z wiekiem.
W sezonie 2004/2005 przeniósł się na zasadzie wolnego transferu do Newcastle United. W Premier League Kluivert zdobył sześć bramek oraz strzelił kilka goli w Pucharze UEFA. Po roku pobytu w Newcastle postanowił rozwiązać kontrakt. Miał zagwarantowane takie prawo w umowie w przypadku, gdy drużyna nie zajmie miejsca w pierwszej dziesiątce w tabeli.
W roku 2005 przeszedł do hiszpańskiej Valencii. Tam ponownie powrócił problem z kontuzją kolana, która uniemożliwiała mu regularną grę. Latem 2006 rozwiązał kontrakt.
Następnie Kluivert postanowił przejść na zasadzie wolnego transferu do PSV Eindhoven. Z mistrzami Holandii podpisał roczny kontrakt. Tam Kluivert grał częściej niż w Valencii jednak podobnie jak w poprzednim sezonie nie potrafił dojść do optymalnej formy fizycznej. Z drużyną zdobył tytuł Mistrza Holandii, wywalczony w ostatniej kolejce Eredivisie. Zarząd klubu oraz trener jednak nie chcieli brać odpowiedzialności za zdrowie Kluiverta i postanowili nie przedłużać z nim kontraktu.
W ostatnim dniu letniego okienka transferowego 2007 podpisał roczny kontrakt z Lille OSC. We francuskim klubie spędził ledwie rok.
25 kwietnia 2008 r. pojawiły się plotki, jakoby po sezonie 2007/08 miał dołączyć do drużyny Wisły Kraków. W 2008 roku Kluivert rozpoczął kurs trenerski. Odbywał staże w AZ Alkmaar i PSV Eindhoven. W grudniu 2009 roku ukończył kurs. W styczniu 2010 roku rozpoczął 2-tygodniowe pełnienie funkcji asystenta trenera australijskiego klubu Brisbane Roar. W maju 2010 ogłosił, że na pewno nie wróci na boisko w roli piłkarza, tym samym oficjalnie zakończył karierę piłkarską. Podczas Mistrzostw Świata 2010 był ekspertem Eurosportu. 10 sierpnia 2010 rozpoczął swoją pierwszą poważną pracę trenerską, został asystentem trenera NEC Nijmegen (trwała do końca sezonu). Od sezonu 2010/2011 współpracuje z holenderską telewizją Eredivisie Live, gdzie zajmuje się analizowaniem spotkań. W czerwcu 2011 roku Patrick Kluivert podpisał 2-letni kontrakt z Twente Enschede, na mocy którego będzie pełnił funkcje trenera młodzieżowej drużyny Twente.

## Kariera reprezentacyjna
Już w 1996, mając ledwie 20 lat, wystąpił po raz pierwszy w barwach reprezentacji Holandii na wielkim turnieju, podczas Mistrzostw Europy w Anglii.
W 1998 roku wystąpił na Mistrzostwach Świata we Francji. Na początku turnieju został odsunięty od gry na 2 mecze za uderzenie łokciem zawodnika kadry Belgii Lorenzo Staelensa, a trener Guus Hiddink za karę odsunął go z meczu 1/8 finału z Jugosławią. Wrócił w ćwierćfinale z Argentyną, w którym to strzelił bramkę. Kolejne trafienie dołożył w meczu z Brazylią w półfinale, jednak po rzutach karnych to ostatecznie Brazylijczycy dotarli do finału.
Wystąpił także na Euro 2000 rozgrywanym na boiskach Belgii i Holandii. Został królem strzelców turnieju z 5 trafieniami. W półfinałowym meczu z Włochami nie wykorzystał rzutu karnego, w następstwie czego doszło do konkursu rzutów karnych, tam Kluivert "jedenastkę" wykorzystał, jednak to ostatecznie Squadrra Azzura wyszła z tego meczu zwycięsko.
Kolejny turniej z jego udziałem to Euro 2004 w Portugalii. Kluivert jako jedyny gracz z pola z holenderskiej kadry nie wystąpił ani minuty.

## Życie prywatne
Znany napastnik za swoją popularność zapłacił bardzo dużą cenę. Był pod dużą presją ze strony holenderskich brukowców, które bardzo często wracały do sprawy wypadku, w którym zginął dyrektor jednego z amsterdamskich teatrów, Marten Putman, a jego żona odniosła poważne obrażenia po tym, jak w ich samochód wjechało rozpędzone BMW prowadzone przez Kluiverta, czy też oskarżania go o zbiorowy gwałt na dziewczynie, którego jednak nigdy mu nie udowodniono.
W 2002 roku, na gali MTV Awards w Barcelonie, Kluivert wręczył pokojową nagrodę MTV "Free Your Mind" organizacji 'Football Against Racism', zajmującej się zwalczaniem rasizmu w sporcie. Miesiąc po tym zdarzeniu, w trakcie spotkania Mallorca-Barcelona, każdy kontakt Kluiverta z piłką kwitowany był przez kibiców Mallorki gwizdami, buczeniem i odgłosami wydawanymi przez małpę.
Syn piłkarza, urodzony w 1999 roku Justin Kluivert, również jest piłkarzem. W 2017 roku zadebiutował w barwach Ajaxu Amsterdam.

## Statystyki
| Sezon                      | Klub                       | Rozgrywki                  | Mecze | Bramki |
| -------------------------- | -------------------------- | -------------------------- | ----- | ------ |
| 1994/95                    | AFC Ajax                   | Eredivisie                 | 25    | 18     |
| 1995/96                    | AFC Ajax                   | Eredivisie                 | 28    | 15     |
| 1996/97                    | AFC Ajax                   | Eredivisie                 | 17    | 6      |
| 1997/98                    | A.C. Milan                 | Serie A                    | 27    | 6      |
| 1998/99                    | FC Barcelona               | Primera División           | 35    | 14     |
| 1999/00                    | FC Barcelona               | Primera División           | 26    | 15     |
| 2000/01                    | FC Barcelona               | Primera División           | 31    | 17     |
| 2001/02                    | FC Barcelona               | Primera División           | 33    | 18     |
| 2002/03                    | FC Barcelona               | Primera División           | 36    | 16     |
| 2003/04                    | FC Barcelona               | Primera División           | 21    | 8      |
| 2004/05                    | Newcastle United           | Premier League             | 25    | 6      |
| 2005/06                    | Valencia CF                | Primera División           | 10    | 1      |
| 2006/07                    | PSV Eindhoven              | Eredivisie                 | 16    | 3      |
| 2007/08                    | Lille OSC                  | Ligue 1                    | 13    | 4      |
| Łącznie w Eredivisie       | Łącznie w Eredivisie       | Łącznie w Eredivisie       | 86    | 42     |
| Łącznie w Serie A          | Łącznie w Serie A          | Łącznie w Serie A          | 27    | 6      |
| Łącznie w Primera División | Łącznie w Primera División | Łącznie w Primera División | 192   | 89     |
| Łącznie w Premiership      | Łącznie w Premiership      | Łącznie w Premiership      | 25    | 6      |
| Łącznie w Ligue 1          | Łącznie w Ligue 1          | Łącznie w Ligue 1          | 13    | 4      |

## Inne informacje
- Patrick Kluivert i Ruud van Nistelrooy są nazywani "Holenderskimi bliźniakami", gdyż urodzili się tego samego dnia (1 lipca 1976).
- Patrick Kluivert wziął udział w pierwszych w historii Mistrzostwach Świata w Akkroballu (popularna siatkonoga). Kluivert reprezentował barwy Holandii z Dannym Landzaatem i ostatecznie zajęli 3. miejsce w turnieju, przegrywając tylko jeden mecz, w półfinale Holendrzy ulegli późniejszym triumfatorom - Niemcom, zaledwie 1 pkt.
- Pelé umieścił go w 2004 na honorowej liście najlepszych piłkarzy stulecia FIFA 100.
- Obecnie jest ekspertem piłki nożnej w kanale tv Eurosport.